# Titus Flavius Sabinus (père de Vespasien)
Pour les articles homonymes, voir Flavius Sabinus et Sabinus.
Titus Flavius Sabinus (env. 20 av. J.-C. - mort après 9 ap. J.-C., fl Ier siècle av. J.-C.) était le fils de Titus Flavius Petro et de son épouse Tertulla.

## Biographie
C'était un chevalier originaire de Réate (la moderne Rieti) dans la région Sabine de l'Italie. Il a servi en tant qu'officier des douanes, puis en tant que banquier de la douane dans la province d'Asie, où il a été honoré par des statues dédiées à « un honnête collecteurs d'impôt ». Plus tard, il a été banquier à Aventicum en Gaule chez les Helvètes. Sabinus s'enrichit et obtient probablement le statut équestre grâce à ses charges de publicain et de banquier.
Avec son épouse, Vespasia Polla, sœur de Vespasius Pollio, qui a atteint le rang de préteur et est devenu sénateur, et fille de Vespasius Pollio, de Nursie, tribun militaire er praefectus campii, il eut deux fils, le consul Titus Flavius Sabinus et le futur empereur Vespasien, et une fille qui mourut en bas âge, Flavia Vespasia. En épousant Vespasia Polla, il s'allie à l'une des gens patriciennes les plus prestigieuses, les Vespasia, ce qui permet l'accession de ses fils Titus Flavius Sabinus et Vespasien au rang sénatorial.
Il est probablement mort en Helvétie.

## Sources
- (en) Cet article est partiellement ou en totalité issu de l’article de Wikipédia en anglais intitulé « Titus Flavius Sabinus (father of Vespasian) » (voir la liste des auteurs).
- Tacite, Histoires
- Suétone, La vie des douze Césars, Vespasien
- Dion Cassius, Histoire romaine
- (en) Arnold Blumberg (ed) (1995), Great Leaders, Great Tyrants?: Contemporary Views of World Rulers Who Made History